# 大久保忠兼 (旗本)
大久保 忠兼（おおくぼ ただかね）は、大久保玄蕃知行所の3代目当主、上級旗本。5000石を相続し、出世を重ね1700石加増され、知行地は6700石となった。従五位下・玄蕃頭も叙任し、大久保玄蕃頭忠兼と呼ばれる。
領土の瀬名に貯水池の弁天池を造営した。忠兼の妻（牧野信成の娘）が夢のお告げで弁天様に、上野の不忍池に倣って造れと言われたという伝説がある。詳しくは大久保玄蕃知行所の「瀬名の胸形神社と弁天池」を参照。

## 生涯
- 慶安元年（1648年）
  - 7月19日 3代将軍・徳川家光に御目見
- 寛文3年（1663年）
  - 11月19日 書院番の番士になる
- 延宝3年（1675年）
  - 12月14日 家督を継ぐ
  - 12月26日 寄合に列す
- 延宝4年（1676年）
  - 10月12日 定火消となる
  - 12月26日 布衣の着用を許される
- 天和元年（1681年）
  - 4月6日 弓持頭
- 天和2年（1682年）
  - 3月11日 百人組の頭
  - 4月21日 上野国山田郡・下野国梁田郡・足利郡の三郡に700石を加恩される
- 天和3年（1683年）
  - 5月19日 旗奉行になる
- 貞享4年（1687年）
  - 11月15日 留守居になる
  - 12月25日 従五位下・玄蕃頭に叙任
- 元禄10年（1697年）
  - 12月22日 武蔵国比企郡に500石の新恩をもらう。のち宿直を許される
- 元禄15年（1702年）
  - 12月22日 上総国夷隅郡に500石を給わり、知行地は合計6700石となる
- 宝永3年（1706年）
  - 10月12日没。享年76。法名日光

上記の年表は『新訂 寛政重修諸家譜 第十一』（1965年）を参照に作成した。

## エピソード

### 殿さまに直訴
「御免切願通リ訳合連印之事」という古文書がある。
元禄9年（1696年）1月に大久保玄蕃知行所の方ノ上村の3名（上組庄屋・長左衛門、下組庄屋・助兵衛、下組組頭・平右衛門）が、12年前に殿様（大久保忠兼）に直訴し処罰をされた3名の処罰を解いてほしい旨の直訴である。3年前より押切村（庵原郡にある大久保家の知行地）の役人に減免をお願いしているが叶わない。なにぶん叶えてくれ。との内容である。
下記は減免願いを直訴する12年前の貞享2年（1685年）の出来事である。元禄9年（1696年）に訴状を殿様に直訴した者と名前が同じであるが別人である。「御免切願通リ訳合連印之事」に経緯が記されている。
- 登場人物
  - 大久保忠兼＝殿様
  - 長左衛門＝上組の庄屋
  - 助兵衛＝下組の庄屋
  - 平右衛門＝下組の組頭

貞享2年（1685年）、村の3人は殿様に年貢を下げて貰うよう直訴するため江戸表へ行き、糀町に宿をとり、永田馬場の殿様の御屋敷御門前に3日出待ちしていた。
明日、殿様が出かけるのを知り、宿に帰って、願書を確かめ、翌朝六つ半時（7時）に門の前に詰めて待っていた。殿様が出かける際に、3人は手分けで、長左衛門は先に立ち近習を押し除け、助兵衛は殿様の乗っている篭の戸を引き開け、平右衛門は直訴文を篭の中に差し出した。
3人は下にひれ伏し、殿様は篭の中にて願書を確認した。殿様は「願書の通り叶えてやろう」と厳しく伝えた。「帰ってくるまで、控えていよ」と3人は言われ、そのとき3人の処罰の話は無かった。
殿様の帰りを待っていたところ、九つ半時（13時）に殿様が、屋敷に帰ってきた、評定の上、屋敷に呼び込み、御役所へ届け出られ、3人が申しつけられたのは「大望の願い申し出であり、殊の外おしかり遊ばれ、とが（罪）の儀は、追って申しつけるので、宿で待て」というので、宿にて呼び出しを待ち、4日後呼び出され、国元に帰ることを許された。
処罰は、村方の郷蔵へ100日の獄舎。100日目に村を追放。長左衛門、平右衛門は関方村に、助兵衛は越後嶋村に罷越。そこで7年居住したら8年目は許してやる。という内容だった。
年貢率は七つ二分五厘（72.5％）のところを、六つ二分五厘（62.5％）にしてもらった。

### 家老に慈悲を願う
宝永5年（1708年）12月に方ノ上村の庄屋・三郎兵衛、平十郎と惣百姓代・六兵衛、弥左衛門、万右衛門が、大久保家の家老・渡辺彦兵衛に宛てた、方ノ上村の追放百姓3名（新五郎・孫七郎・平太夫）の「乍恐口上書を以奉願上候御事」（恐れながら書付をもって願上奉り候）という決まり文句から始まる赦免願いに当時の様子を知ることが出来る。内容は下記の通りである。
8年前の元禄13年（1700年）の巳の暮のこと。新五郎・孫七郎・平太夫の3名は進んでいない訴訟を役所に持って行ったが、取り上げてくれなかったので、江戸へ行き訴訟の話を申し上げた。殿様に無礼であった。申し訳ない。
家老が詮議し申し渡した内容は、「3人は追放。3人の石高49石を召し上げる。」というものだが、方ノ上村は岡部町の人馬役を多くしていますが、3人がいないと、お役をするのに難儀している。役所より五貫文ほどの銭を頂いているが、3人の石高の5分の1にも届いていない。惣百姓は困っている。新五郎の妻子は8人、孫七郎親子供は10人。平太夫義のせがれの平八の妻子は5人。とても困っている。朝昼に悲しみに明け暮れている。他にいる3人の者どもの親類も、許されるのを願っている。近年御役所まで訴訟申し上げども、取り上げてくれない。殿様は御在番でお越し遊ばれているので、今年は役所までたびたび訴訟申し上げている。恐れながら、3人を許してくれるよう慈悲をくれ。